# 裾野市立富岡中学校
裾野市立富岡中学校（すそのしりつ とみおかちゅうがっこう）は、静岡県裾野市御宿に所在する市立中学校。通称は「富中」や「裾野富岡」など。

## 沿革
- 1947年4月1日 - 富岡村御宿579番地を校地とし旧青年学校校舎349.8m2を譲り受けて校舎とした。
- 1947年4月28日 - 開校
- 1949年1月11日 - 木造二階建て1303.5m2落成
- 1957年9月1日 - 富岡村が裾野町に合併し、裾野町立富岡中学校と校名変更
- 1967年11月21日 - 鉄筋2階建て校舎（2836m2）落成
- 1969年11月21日 - 「創造の庭」落成
- 1971年1月1日 - 裾野町の市制施行により、裾野市立富岡中学校と校名変更
- 1974年9月10日 - 運動場完成（16352㎡）
- 1976年3月13日 - 運動場への通路が完成
- 1977年2月5日 - 屋内体育館完成（949.7m2）
- 1980年3月17日 - 憩いの森造成
- 1980年9月25日 - 卓球場（120m2）
- 1983年1月19日 - 武道場（富岡地区体育館）（442.7m2）落成
- 1984年9月27日 - 耐震工事、改修工事完了
- 1986年3月25日 - 鉄筋三階建て増改築校舎落成
- 1990年3月31日 - 北校舎増改築工事完了
- 1991年11月1日 - 文部省指定道徳教育本発表
- 1995年11月7日 - 2年生「驚く木」で竜川中と交流
- 1996年11月5日 - 創立50周年式典
- 2000年4月1日 - 県福祉実践校指定を受ける（3年間）
- 2010年7月30日 - 屋内体育館使用終了
- 2011年3月10日 - この日から新体育館が使用可能

## 基本データ

### 所在地
- 北・南校舎、体育館

学校は住宅地や田んぼの中にあり、学校の北側には東名高速道路、南には国道246号線が通っている。裾野市立富岡第一小学校が隣接している。

### 象徴

#### 校章
富岡中学校の校章は、頭文字の「富」と、近くにそびえる「富士山」をモチーフとなっている。生徒が使用する様々なものに、校章が描かれている。

#### 校歌
自由の翼　音高く
なるや　富岡中学校
雲に聳ゆる　雪の嶺
気高き富士は　我かがみ
ああ　濁世を　よそにして
清きは　誰のこころぞや
清きは　誰のこころぞや
平和の鐘の  音高く
なるや    富岡中学校
波風荒き       世の中の
鎮めの富士は    我がかがみ
ああ     人生のたたかいに
強きは    誰のこころぞや
強きは    誰のこころぞや
希望の胸の   音高く
なるや    富岡中学校
朝日たださし  うるわしく
輝く富士は        我がかがみ
ああ青春の  あこがれの
高きは     誰のこころぞや
高きは     誰のこころぞや

## 特色

### 部活動
全員入部制を原則としている。
しかし、事情がある場合は担任に報告し、校長先生の許可をもらう。
しかし2021年から部活動は任意入部制になった。
運動部
- 野球部
- サッカー部
- バスケットボール部（男・女）
- バレーボール部（男・女）
- ソフトテニス部 （男・女）
- ソフトボール部 （女子のみ）
- 卓球部（男・女）
- 陸上部

文化部
- 吹奏楽部
- パソコン部

同好会
- ダンス同好会
- 美術同好会

過去
- 柔道部（平成25年をもって廃部）

### 校舎・施設
現在は北校舎（鉄筋3階建て）、南校舎（鉄筋3階建て）と屋内体育館からなっている。北校舎の1階と南校舎の3階は通路でつながっている。通路には、多目的ホール、生徒会室、相談室、1年昇降口などがある。屋内体育館は、現在建て替え工事中で、2011年3月8日から、新屋内体育館が使用可能となる予定。屋内体育館が使えない2010年7月からは、集会等は、テレビ放送か隣の富岡第一小学校の屋内体育館を用いて行う。屋内体育館を使用していた男・女バスケットボール部は、グランドの端に、バスケットゴールを設置して練習している。男・女バレー部は、富岡第一小学校の屋内体育館を用いて練習している。同時に建て替えられる卓球場を使用していた、女子卓球部は校舎内で練習している。卒業式後より、練習場所が元に戻る予定。

## アクセス
- JR御殿場線裾野駅から

バス
富士急シティバス須山線/ぐりんぱ・イエティ線/裾野市内循環線「御宿」下車徒歩5分
徒歩
50分ほど